# 34331 Annadu
34331 Annadu è un asteroide della fascia principale. Scoperto nel 2000, presenta un'orbita caratterizzata da un semiasse maggiore pari a 2,3829986 au e da un'eccentricità di 0,1268674, inclinata di 1,72913° rispetto all'eclittica.